# Europa germanica

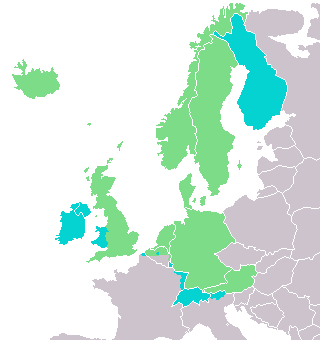
Europa germanica
Verde: Nazioni o regioni a lingua nazionale germanica
Azzurro: Nazioni a lingua germanica ufficiale

L'Europa germanica è la parte di Europa dove si parla una delle lingue germaniche. La zona del continente corrisponde all'Europa del nord e in minor modo all'Europa centrale.
Ne fanno parte l'Islanda, la Germania, il Regno Unito, l'Irlanda, l'Austria, i Paesi Bassi, la Danimarca, la Svezia, la Norvegia, il Lussemburgo, il Liechtenstein, le Isole Faroe, la Svizzera tedesca, le Fiandre e il Belgio germanofono, la Finlandia, l'Alsazia e le Fiandre francesi, l'Alto Adige in Italia.